# Domaći konj
Domaći konj (konj, lat. Equus (Equus) caballus; sin. Equus ferus caballus, Equus caballus caballus, Equus caballus) je veliki četveronožni sisavac, pripadnik roda Equus. Konji su odavno bili jedna od najvažnijih domaćih životinja koja se uzgaja u vrlo velikom broju raznih pasmina, a živi širom svijeta.
Taksonomski, domaći konji su domesticirani oblik divljih konja (Equus ferus), i zajedno s magarcima i zebrama spadaju u porodicu konja (Equidae), u red neparnoprstaša.

## Osobine

### Vanjski izgled
Konji se razlikuju građom i veličinom tijela, kao i krznom i njegovom bojom. Ovisno o svrsi uzgoja, dijele se na tri osnovna tipa, hladnokrvne, toplokrvne i punokrvne konje. U hladnokrvne se ubrajaju u pravilu konji čija tjelesna težina prelazi 800 kg. Te pasmine korištene su uglavnom za rad u polju, rudnicima ili za šumske poslove. Toplokrvni su, suprotno prvima, tipični jahači konji jer su lakše građe i pokretljiviji. Pored toga, oni su dobri dresurni i skakači konji. Punokrvni su prije svega sportski konji, uglavnom su vrlo osjetljivi, a u trku dosežu i do 70 km/h (Vršna brzina; najveća prosječna brzina na udaljenost od 160 km iznosi oko 12–20 km/h).
Polukrvnim konjima nazivaju se mješanci toplokrvnih i punokrvnih konja. Nazivi hladnokrvni, toplokrvni i punokrvni ne potiču od topline ili količine krvi konja, nego označavaju njihov temperament. Tako su hladnokrvni konji obično vrlo pitomi i snažni, i s mirom podnose puno toga, dok se punokrvne općenito smatra "ludim", razdražljivim i ni izdaleka se njima ne može tako jednostavno upravljati kao s hladnokrvnim.
Konji se u hodu oslanjaju samo na treći, srednji nožni prst. Ostali prsti su im zakržljali. Oči konja su smještene postrano na glavi, što im omogućuje vidno polje od gotovo punog kruga (350°). No, ono što se događa neposredno ispred njihovog nosa ili straga, konji primjećuju tek ako okrenu glavu. Konji nisu slijepi za boje, ali ne razlikuju ih baš dobro. Ne razlikuju smeđu od zelene i sive, ali boje kao što su bijela, crvena, žuta i plava vide jako dobro.
Imaju vrlo pokretljive ušne školjke i mogu ih okrenuti u bilo kojem smjeru. Okretanjem prema naprijed, konj pokazuje pažnju i znatiželju, no ako ih okrene prema natrag i priljubi uz glavu, to je upozorenje i pokazuje agresivnost ili strah. Ako uši mlitavo vise u stranu to je znak da se ne osjeća dobro ili je umoran, no može biti i znak potčinjavanja kao i opuštenosti. Ako su mu pri tome oči poluzatvorene, to može značiti i zadovoljstvo. Uši usmjerene prema natrag znak su nelagode, a kod jahanja, pažljivosti.
Radi zaštite od grabežljivaca u prvobitnom okolišu, konji su razvili različite boje. Jedna od najranijih je svijetli ton smeđe boje. Tipični predstavnici konja te boje su norveški fjordski konji, koje uz to odlikuje i uočljiva tamna pruga duž mjesta gdje izrasta griva.

### Veličina, starost, razmnožavanje
Ovisno o pasmini, domaći konji dosižu visinu u "ramenima" između 60 i 210 cm. Konji visine do 146,5 cm nazivaju se poni, a oni visoki do 145–148 cm su mali konji. Težina ponija i velikih konja kreće se od 90 kg pa do 1200 kg. Tjelesno odraslim konj se može smatrati u dobi od tri do šest godina, poniji ranije, veliki konji kasnije. Veliki konji mogu doživjeti oko 30 godina, dok poniji mogu živjeti i do 50 godina. Najveća dokazana starost jednog velikog konja je 62 godine. Očekivani životni vijek konja uveliko zavisi o pasmini, uvjetima života i načinu korištenja životinje.
Kobile su spolno zrele s 12 do 18, a ždrijepci u dobi između 12 i 20 mjeseci. Kod svih konja skotnost traje točno 330 dana (11 mjeseci). Ciklus parenja počinje u proljeće, a vrhunac doseže u ljetnim mjesecima. Ako životinje žive u štalama i hrani ih se intenzivno, moguće je postići skotnost i zimi. Kobile su plodne samo svakih 21 do 24 dana. Nakon skotnosti od oko 11 mjeseci, kobila donosi na svijet ždrijebe, koje odmah nakon toga pokušava ustati. Ovo je kod konja koji žive na slobodi izuzetno važno, jer inače je ugroženo od zvijeri.

## Ponašanje
Konji su tipične životinje koje žive u krdima. U krdu vlada jasno uspostavljen hijerarhijski red. Kod promjene strukture krda, kada se, na primjer, krdu pridruži nova životinja ili ga napusti dotadašnji član, ponovo se uspostavlja hijerarhija. Ovo se najčešća događa govorom tijela, kao što je prijeteće ponašanje, ali ako to nije dovoljno, i ugrizima i ritanjem. Redosljed na hijerarhijskoj ljestvici mogu, osim toga, dovesti u pitanje i odrastajući mladunci koji tijekom svog razvoja mijenjaju i mjesto na toj ljestvici. Pri tome se često može vidjeti da mladunci niže rangirane kobile jednako tako dobivaju niže rangiran položaj u krdu, dok mladunci više rangirane kobile također imaju veće izglede na viši položaj. 
U životu na slobodi krdo se sastoji od više kobila, među njima je jedna kobila - predvodnica, te njihovih mladunaca i jedan pastuh - predvodnik. Kobila predvodnica vodi krdo na pašu i pojilo, a i određuje kad treba krenuti i kuda ići. To je često neugledna jedinka koja se zadržava malo po strani od krda. Za razliku od nje, pastuh je impozantna pojava obilježena tragovima mnogih bitki za vodeće mjesto u krdu. On je zadužen za obranu krda od grabežljivaca i za davanje svojih gena sljedećim generacijama krda. Kod bijega, kobila - predvodnica vodi krdo, a pastuh trči na začelju krda kako bi tjerao dalje zaostale članove.
U pravilu, kobile cijeli život ostaju u istom krdu, dok mlade ždrijepce pastuh protjera iz krda kad dosegnu spolnu zrelost. Takvi ždrijepci tvore svoje mladenačke zajednice. U tim zajednicama oni međusobno odmjeravaju snage i vježbaju, kako bi jednog dana, izazivanjem na borbu jednog pastuha - predvodnika i pobjedom nad njim, preuzeli njegovo mjesto u krdu. Ponekad se neke kobile odvoje iz postojećeg krda i s mladim pastuhom formiraju novo krdo.
Kao stanovnik stepe konj je, za razliku od magaraca, životinja čiji je prvi instinkt da opasnost pokuša izbjeći brzim bjegom.
U držanju konja kao domaće ili radne životinje, prevladavaju kobile i kastrirani konji. Oni se u većini slučajeva bez problema uklope u manje-više veliko postojeće krdo. Pastuhe se smatra vrlo neuračunljivim, prije svega zbog snažnog nagona za parenjem, a ponekad i zbog agresivnosti uvjetovane hormonima. Ako pastuh nanjuši kobilu koja se tjera, pokušat će sve da dođe do nje. Pri tome se, ako ograda oko pašnjaka ili u štali nije primjerena, pastuh se pri tome često ozlijedi. Zbog toga ih se uglavnom drži na vlastitim pašnjacima ili u odvojenim štalama.

## Domesticiranje i držanje

### Porijeklo
Divlji konji, oblik od kojeg potiču današnji domaći konji, su domesticirani prvi put u centralnoj Aziji, vjerojatno oko 3000 godina pr. Kr., a neki autori smatraju, da je to bilo još u 5. tisućljeću pr. Kr. Postoje različite teorije o tome, kada i gdje je čovjek prvi put koristio konja. Zadnja istraživanja, koja se temelje na uspoređivanju mitohondrijskog DNK današnjih domaćih konja i fosila izumrlih vrsta, upućuju na odgovor, da se domesticiranje konja odvijalo na više mjesta, nezavisno jedno od drugih. Bitna indicija za takav zaključak je širina genetičkih varijacija, koja je u obje testirane skupine bila jednako velika. Da se domesticiranje odvilo samo na jednom mjestu, kod domaćih konja bi se mogla očekivati puno manja širina genetičkih varijacija. Pored toga, testovima je utvđeno da su neke izumrle vrste bliže srodne današnjim vrstama, nego što su neke vrste domaćih konja međusobno srodne.
Istraživanja mitohondrijskog DNK, provedena 2002. pokazala su, da je domesticirano najmanje 77 osnovnih tipova kobila u različitim područjima zemlje nezavisno jedno od drugog, što je bitno više nego kod drugih vrsta domaćih životinja.

### Povijest domaćih konja
Domesticiranje konja donijelo je narodima izvanredne prednosti. Mogle su se u puno kraćem vremenu prijeći velike udaljenosti, što je olakšalo održavanje velikih carstava. Pored toga, kao što je to u nekim krajevima i danas običaj, koristilo ih se za hranu, a bili su i dragocjeni pomagači u ratnim pohodima. Neke nove napadačke i ratne tehnike postale su moguće tek uz korištenje konja.

#### Stari Orijent
Rana carstva Asiraca i Hetita kao i Hurita u državi Mitani stvarana su korištenjem konja u ratovanju. Oko 1700 godina pr. Kr. u Egipat upadaju Hiksi, nomadski narod nejasnog porijekla. Egipćani do tada nisu poznavali konje i bili su u borbi do te mjere podređeni, da su Hiksi uspjeli osvojiti veliki dio Starog Egipta.

#### Stepe
Rani nomadski narodi centralne Azije, iz kojih su kasnije proizašli mnogi narodi ratnika-konjanika, "pronašli" su sedlo i drugu jahaču opremu još u trećem stoljeću pr. Kr. Kasnije grčki povjesničar Strabon izvještava o izuzetnom jahačkom umijeću Skita.

#### Srednja Europa
Ostaci konja dokazani su u srednjoj Europi od starog kamenog doba, i nastavljaju se i u vremenu nakon ponovnog širenja šuma iza zadnjeg ledenog doba. No, vrijeme od kad je konj domesticiran u Europi je sporno, jer je teško razlikovati kosti divljih od kosti domesticiranih konja.

#### Antika
U Homerovim epovima konji prije svega vuku bojna kola, kao što je bilo uobičajeno u egipatskom Novom carstvu i kod Asiraca i Hetita. Prilikom pokopa Patrokla (Ilijada 23, 163) žrtvovani su konji. U grčkoj antici konj je bio simbolički povezan sa smrću. Kad se junaka prikazivalo kako kroz prozor gleda konje, pretskazivana je njegova smrt.
U vrijeme oko 11. stoljeća pr. Kr. prestaju se koristiti bojna kola. Konjanici na sve krupnije uzgajanim konjima pokazali su se, uz sve bolju vještinu jahanja, kao brži i okretniji, pa time i efikasniji od bojnih kola.
Drugog dana održavanja antičkih Olimpijskih igara tradicionalno su bila natjecanja u jahanju i utrci kolima.
Grčki povjesničar Ksenofont napisao je u 4. stoljeću pr. Kr. djelo Peri hippikes ("O umijeću jahanja") gdje je izneo znanja o konjimai jahanju. Većina savjeta sadržanih u tom djelu vrijede još i danas.
Potkovu su poznavali još Rimljani. U Europu je stigla u 5. stoljeću pr. Kr. za vrijeme seobe naroda. Točno porijeklo ovog izuma je nepoznato. Međutim, Rimljani nisu uspjeli razviti konjima primjerenu ormu. Primjeren način za prijevoz tereta konjskom zapregom razvijen je tek puno kasnije.

#### Srednji vijek
Korištenje konja kao radne životinje postalo je moguće tek u srednjem vijeku, s pronalaskom primjerene orme. Do tada su u poljoprivredi korišteni samo volovi. Ranije uobičajena orma je konjima kod vuče većih tereta presjecala dovod zraka, pa ih se moglo koristiti samo za vuču lakih kola. Razvoj adekvatne orme omogućio je korištenje konja na primjer za vuču pluga. Kako konji imaju bitno veći radni potencijal od volova, to je značilo revoluciju u poljoprivredi.
U srednjem vijeku je konj kao jahaća životinja bila dostupna gotovo isključivo plemstvu. Korištenje jahača u bitkama dovelo je do razvoja sloja vitezova. Iz te prvobitno samo vojno korištene vještine jahanja kasnije se razvila klasična dvorska umjetnost jahanja.
U tom razdoblju se počinje snažnije razvijati konjogojstvo, jer su mnogi vladari željeli ukrasiti svoje dvorove naročito plemenitim konjima. S druge strane, kako su vitezovi zbog oklopa postajali sve teži, bili su potrebni i sve krupniji, grublje građeni konji.

#### Novi svijet
Na američkom kontinentu nije bilo domesticiranih konja. U Americi su, doduše, živjeli divlji konji, no izumrli su prije mogućeg domesticiranja. Tek Europljani dovode u Ameriku domaće konje. Neki konji su u sjevernoj Americi odbjegli, i na slobodi formirali krda mustanga. Tako su Indijanci prvi put sreli konje. Taj kontakt radikalno mijenja način života nekih plemena. Prije svega narodi koji su živjeli u preriji mogli su uz pomoć brzine konja uloviti više bizona, a veća pokretljivost im je povećala lovišta.

## Podjela domaćih pasmina

### Hladnokrvni i toplokrvni konji
Naziv "hladnokrvni konj" nemaju veze s temperaturom krvi, već s temperamentom konja. Hladnokrvni konji su obično vrlo pitomi i snažni, te s mirnoćom podnose gotovo sve s čim se susretnu. Oni su se uglavnom koristili za rad u polju ili šumi. Toplokrvni konji dosegnu brzine i do 70 km/h. Oni su mnogo mušičaviji i teže ih je dresirati. Mješanac toplokrvnog te hladnokrvnog konja naziva se polukrvni konj.

### Podjela konja po težini
Pored hladnokrvne i toplokrvne podjele konja, konje dijelimo još i po kategorijama i to na: lake, teške i ponije.

#### Laki konji
- Irski tegleći konj - prvodobitno se koristio za rad na malim irskim farmama.
- Jahaći konj - (sedlenik) je američki konj izvrsna držanja.
- Australski stočarski konj - je svestran, vrlo uporan i izdržljiv.
- Šarac - je konj velikog paleža, ima ih vrlo različitih vrsta i veličina.
- Camargue konj - živi u poludivljim krdima u delti Rhone u Francuskoj.
- Velški poni - je taman konj, izuzetno snažan i lako se održava.
- Fijakerski konj - često se koristi u natjecanjima.
- Lipicanac - se koristi u španjolskoj školi jahanja u Beču, Austrija.
- Morgan- potječe od jednog pastuha koji je nosio ime Justin Morgan po svome vlasniku.
- Andaluzijski konj - ja španjolska pasmina od koje potječu lipicanci.
- Tennessee šetač - je konj dobre prirode. Ima tri glatka načina hoda.
- Hanoverski konj - je popularan u Njemačkoj za paradne skokove i dresuru.
- Appaloosa - je pasmina koju su uzgojili Nes Perce Indijanci iz Sjeverne Amerike.
- Quarter - je konj koji se smatra najpopularnijim u cijelom svijetu.
- Arapski konj - je najstarija pasmina i prihvaćen je kao preteča svih pasmina.
- Orlov kasač - je visok konj lagane građe. Prvi put je uzgojen u Rusiji.
- Čistokrvni konj - je najbrža konjska pasmina gotovo savršenih proporcija.
- Berberski konj - potječe iz Maroka u Sjevernoj Africi. Jedna je od najstariji pasmina konja.
- Nonius - potječe iz Mađarske, uzgojen za potrebe vojske, koristi se za poljoprivredne radove, zaprege i jahanje.
- Američki kasač - potječe iz SADa, uzgojen za kasačke utrke, koristi se za jahanje i konjički sport.

#### Poniji
- Dartmoor - je poznat po svome dugom i niskom koraku.
- Connemara - je brz i sjajan skakač.
- Eksmurski konj - živi u Exmooru u na jugozapadu Engleske.
- Američki shetland - koristi se uglavnom kao zaprežni konj.
- Australski poni  - ima izvrsnu prirodu.
- Velški planinski poni - je snažan i lijep konj.
- Shetlandski konj - je visok do 102 cm, no dovoljno je snažan da nosi čovjeka.
- Highlandski konj - je siguran na nogama, snažan i poslušan.
- Islandski konj - može ponijeti težak teret i biti brz na duge staze.
- New Forest poni - je susretljiv i udoban jahači konj.
- Fjord - potječe iz Norveške i potomak je konja Przewalskoga.
- Falabella - je izrazito malen konj, u hrptu visok jedva 70 cm.

#### Teški konji
- Suffolk punch - je vrlo snažan. Koristio se kao svenamjenski radni konj.
- Clydesdale - potječe iz doline Clyde u Škotskoj, iz 18. stoljeća.
- Shire - je najteža pasmina za vuču. Blag je i lako se s njim upravlja.
- Percheron - je francuska pasmina koja u sebi nosi dobar dio arapske krvi.
- Ardenski konj - se dijeli u dvije skupine - živahni, lagani tegleći konj i teški konj.
- Belgijski tegleći konj - je poznat kao Barbant. To je vrlo stara pasmina.
- Hrvatski hladnokrvnjak - je najraširenija hrvatska autohtona pasmina konja. Koristio se kao radni konj.
- Frizijski konj - porijeklom iz Frizije, u Nizozemskoj.

## Sinonimi
- Equus caballus caballus Linnaeus, 1758
- Equus ferus caballus Linnaeus, 1758

## Vanjske poveznice
- Fotografije konja  Arhivirana inačica izvorne stranice od 1. srpnja 2007. (Wayback Machine)

|  | Zajednički poslužitelj ima još gradiva o temi Konj |
|  | Wikivrste imaju podatke o taksonu Konj             |